# Sint-Germanakerk (Calais)
De Sint-Germanakerk (Église Sainte-Germaine) is een rooms-katholiek kerkgebouw in de stad Calais.

## Geschiedenis
De gelovigen in de omgeving van het gehucht Pont-du-Leu, ten zuiden van Calais, moesten kerken in de Sint-Pieterskerk of in de Heilig Hartkerk. Deze kerken lagen op enige afstand. In 1912 werd Pont-du-Leu een zelfstandige parochie, gewijd aan Sint-Germana-Cousin, een 16e-eeuwse herderin die in 1867 werd heilig verklaard. De parochie omvatte delen van Calais, Coquelles en Coulogne.
Voorlopig werd gekerkt in een barak, maar na de Eerste Wereldoorlog, in 1919, ontvouwde de pastoor plannen voor de bouw van een grote kerk. In 1928 werd de eerste steen gelegd. Vanwege het moerassige terrein waren er aanvankelijk funderingsproblemen, waartoe een grote betonplaat moest worden gestort. In 1933 werd de kerk ingezegend. Pas in 1988 werden de klokken in de toren aangebracht.

## Gebouw
Het betreft een bakstenen kruiskerk met voorgebouwde vierkante toren. Er zijn mooie glas-in-loodramen, een kruisweg in mozaïek en in het interieur is gebruik gemaakt van marmer uit Hydrequent.